# Comuna Bohdanivka, Pavlohrad
Bohdanivka (în ucraineană Богданівка) este o comună în raionul Pavlohrad, regiunea Dnipropetrovsk, Ucraina, formată din satele Bohdanivka (reședința), Merțalivka, Samarske și Telmana.

## Demografie
Componența lingvistică a satului Bohdanivka
     Rusă (88,1%)
     Ucraineană (11,68%)
     Alte limbi (0,12%)
Conform recensământului din 2001, majoritatea populației satului Bohdanivka era vorbitoare de rusă (88,1%), existând în minoritate și vorbitori de ucraineană (11,68%).